# 聖拉菲爾德爾皮尼亞爾
聖拉菲爾德爾皮尼亞爾（西班牙語：San Rafael del Piñal），是委內瑞拉的城鎮，位於該國西南部塔奇拉州，是費爾南德茲費奧市的首府，距離聖克里斯托瓦爾53公里，始建於1962年2月11日，海拔高度279米。